# Pradosia schomburgkiana
Pradosia schomburgkiana là một loài thực vật có hoa trong họ Hồng xiêm. Loài này được (A.DC.) Cronquist miêu tả khoa học đầu tiên năm 1946.